# Kang Kyung-ho
Kang Kyung-ho (coreano: 강경호, Busan, Corea del Sur, 9 de septiembre de 1987), a menudo anglicizado Kyung Ho Kang, es un artista marcial mixto surcoreano que compite en la división de peso gallo de Ultimate Fighting Championship.

## Primeros años
Kang comenzó a entrenar jiu-jitsu brasileño en 2006 y rápidamente pasó a las artes marciales mixtas. Se graduó de la Universidad Dong-Eui, con especialización en educación física y fisiología.

## Carrera de artes marciales mixtas

### Carrera temprana
Comenzó su carrera profesional en 2007. Luchó principalmente en promociones internacionales, como Spirit Martial Challenge, Art of War y DEEP.

### Road Fighting Championship
Se enfrentó a Shoko Sato en el combate de cuartos de final del torneo de peso gallo de ROAD FC el 24 de marzo de 2012 en Road FC 7. Ganó el combate por sumisión en el segundo asalto.
En la semifinal del 16 de junio de 2012 en Road FC 8, se enfrentó a Jae Hoon Moon. Ganó el combate por sumisión en el segundo asalto. Ese mismo día, se enfrentó a Andrew Leone en la final. Una vez más, ganó el combate por sumisión en el segundo asalto y se coronó como el primer campeón de peso gallo de Road FC.
En julio de 2012 se anunció que había firmado un contrato para competir en la división de peso gallo de Ultimate Fighting Championship.

### Ultimate Fighting Championship
Se esperaba que se enfrentara a Alex Caceres el 10 de noviembre de 2012 en UFC on Fuel TV: Franklin vs. Le. Sin embargo, fue retirado del evento debido a una lesión y fue sustituido por el recién llegado a la promoción Motonobu Tezuka.
El combate contra y Caceres finalmente tuvo lugar el 3 de marzo de 2013 en UFC on Fuel TV: Silva vs. Stann. Caceres ganó originalmente el combate por decisión dividida, pero el resultado se cambió posteriormente a un Sin Resultado después de que Caceres diera positivo por marihuana.
Se enfrentó a Chico Camus el 31 de agosto de 2013 en UFC 164. Perdió el combate por decisión unánime.
Se enfrentó a Shunichi Shimizu el 4 de enero de 2014 en UFC Fight Night: Saffiedine vs. Lim. Ganó el combate por sumisión en el tercer asalto.
Se esperaba que se enfrentara a Chris Holdsworth el 24 de mayo de 2014 en UFC 173. Sin embargo, se retiró del combate y fue sustituido por Chico Camus.
Se enfrentó a Michinori Tanaka el 20 de septiembre de 2014 en UFC Fight Night: Hunt vs. Nelson. Ganó el combate por decisión dividida. Este combate le valió el premio a la Pelea de la Noche.
Interrumpió su carrera para cumplir su compromiso de dos años de servicio militar obligatorio en Corea del Sur. En diciembre de 2017 regresó del parón para enfrentarse a Guido Cannetti el 14 de enero de 2018 en UFC Fight Night: Stephens vs. Choi. Ganó el combate por sumisión en el primer asalto.
Se enfrentó a Ricardo Ramos el 4 de agosto de 2018 en UFC 227. Perdió el combate por decisión dividida.
Se enfrentó a Teruto Ishihara el 10 de febrero de 2019 en UFC 234. Ganó el combate por sumisión en el primer asalto.
Se enfrentó a Brandon Davis el 17 de agosto de 2019 en UFC 241. Ganó el combate por decisión dividida.
Se enfrentó a Liu Pingyuan el 21 de diciembre de 2019 en UFC Fight Night: Edgar vs. The Korean Zombie. Ganó el combate por decisión dividida.
Tenía previsto enfrentarse a Rani Yahya el 31 de julio de 2021 en UFC on ESPN: Hall vs. Strickland. Sin embargo, el combate se canceló unas horas antes de celebrarse debido a que Yahya dio positivo por COVID-19. El combate finalmente tuvo lugar el 20 de noviembre de 2021 en UFC Fight Night: Vieira vs. Tate. Perdió el combate por decisión unánime.
Estaba programado para enfrentarse a Saimon Oliveira el 11 de junio de 2022 en UFC 275. Sin embargo, Oliveira se retiró del evento por razones desconocidas y fue sustituido por Danaa Batgerel. Ganó el combate por decisión unánime.
Kang enfrentó a Cristian Quiñonez el 17 de junio de 2023 en UFC on ESPN 47. Ganó la pelea en el primer asalto, sometiendo a Cristian mediante un estrangulamiento en el primer asalto después de derribarlo con un puñetazo. 
Inicialmente, Kang estaba programado para enfrentarse a John Castañeda el 18 de noviembre de 2023 en UFC Fight Night 232. Sin embargo, la pelea se cambió para tener lugar una semana antes, el 11 de noviembre de 2023, en UFC 295. Perdió la pelea por decisión unánime.
Kang enfrentó a Muin Gafurov el 22 de junio de 2024 en UFC por ABC 6. Perdió la pelea por decisión unánime.

## Campeonatos y logros

### Artes marciales mixtas
- ROAD Fighting Championship
  - Campeonato de Peso Gallo de ROAD FC (una vez)[7]
  - Ganador del torneo de peso gallo de ROAD FC (2012)[6]
- Spirit Martial Challenge
  - Ganador de la tercera temporada de Go! Super-Korean[1]
- Ultimate Fighting Championship
  - Pelea de la Noche (una vez) vs. Michinori Tanaka

## Récord en artes marciales mixtas
| Récord profesional | Récord profesional | Récord profesional |
| 31 peleas          | 19 victorias       | 11 derrotas        |
| ------------------ | ------------------ | ------------------ |
| Nocaut             | 2                  | 1                  |
| Sumisión           | 12                 | 1                  |
| Decisión           | 5                  | 8                  |
| Descalificación    | 0                  | 1                  |
| Sin resultado      | 1                  | 1                  |

| Resultado     | Récord    | Oponente          | Método                                            | Evento                                                       | Fecha                    | Ronda | Tiempo | Localización            | Notas |
| ------------- | --------- | ----------------- | ------------------------------------------------- | ------------------------------------------------------------ | ------------------------ | ----- | ------ | ----------------------- | --- |
| Derrota       | 19-11 (1) | Muin Gafurov      | Decisión (unánime)                                | UFC on ABC: Whittaker vs. Aliskerov                          | 22 de junio de 2024      | 3     | 5:00   | Riad                    | |
| Derrota       | 19-10 (1) | John Castañeda    | Decisión (unánime)                                | UFC 295                                                      | 11 de noviembre de 2023  | 3     | 5:00   | Nueva York              | Pelea de peso pactado (138 lb).                                                                                     |
| Victoria      | 19-9 (1)  | Cristian Quiñonez | Sumisión (rear-naked choke)                       | UFC on ESPN: Vettori vs. Cannonier                           | 17 de junio de 2023      | 1     | 2:25   | Las Vegas, Nevada       | |
| Victoria      | 18-9 (1)  | Danaa Batgerel    | Decisión (unánime)                                | UFC 275                                                      | 11 de junio de 2022      | 3     | 5:00   | Kallang                 | |
| Derrota       | 17-9 (1)  | Rani Yahya        | Decisión (unánime)                                | UFC Fight Night: Vieira vs. Tate                             | 20 de noviembre de 2021  | 3     | 5:00   | Las Vegas, Nevada       | |
| Victoria      | 17-8 (1)  | Liu Pingyuan      | Decisión (dividida)                               | UFC Fight Night: Edgar vs. The Korean Zombie                 | 21 de diciembre de 2019  | 3     | 5:00   | Busan                   | |
| Victoria      | 16-8 (1)  | Brandon Davis     | Decisión (dividida)                               | UFC 241                                                      | 17 de agosto de 2019     | 3     | 5:00   | Anaheim, California     | |
| Victoria      | 15-8 (1)  | Teruto Ishihara   | Sumisión técnica (estrangulamiento por detrás)    | UFC 234                                                      | 10 de febrero de 2019    | 1     | 3:5o   | Melbourne               | |
| Derrota       | 14-8 (1)  | Ricardo Ramos     | Decisión (dividida)                               | UFC 227                                                      | 4 de agosto de 2018      | 3     | 5:00   | Los Ángeles, California | |
| Victoria      | 14-7 (1)  | Guido Cannetti    | Sumisión (estrangulamiento por triángulo)         | UFC Fight Night: Stephens vs. Choi                           | 14 de enero de 2018      | 1     | 4:53   | San Luis, Misuri        | |
| Victoria      | 13-7 (1)  | Michinori Tanaka  | Decisión (dividida)                               | UFC Fight Night: Hunt vs. Nelson                             | 20 de septiembre de 2014 | 3     | 5:00   | Saitama                 | Pelea de la Noche.                                                                                                  |
| Victoria      | 12-7 (1)  | Shunichi Shimizu  | Sumisión (estrangulamiento del brazo)             | UFC Fight Night: Saffiedine vs. Lim                          | 4 de enero de 2014       | 3     | 3:53   | Marina Bay              | |
| Derrota       | 11-7 (1)  | Chico Camus       | Decisión (unánime)                                | UFC 164                                                      | 31 de agosto de 2013     | 3     | 5:00   | Milwaukee, Wisconsin    | |
| Sin resultado | 11-6 (1)  | Alex Caceres      | Sin resultado (anulado)                           | UFC on Fuel TV: Silva vs. Stann                              | 3 de marzo de 2013       | 3     | 5:00   | Saitama                 | Originalmente una victoria por decisión dividida para Caceres; anulada después de que diera positivo por marihuana. |
| Victoria      | 11-6      | Andrew Leone      | Sumisión (estrangulamiento por detrás)            | Road FC 8: Bitter Rivals                                     | 16 de junio de 2012      | 2     | 1:19   | Wonju                   | Ganó el campeonato inaugural de peso gallo de Road FC. Final del torneo de peso gallo del Road FC 2012.             |
| Victoria      | 10-6      | Jae Hoon Moon     | Sumisión (estrangulamiento por detrás)            | Road FC 8: Bitter Rivals                                     | 16 de junio de 2012      | 2     | 4:27   | Wonju                   | Semifinal del torneo de peso gallo del Road FC 2012.                                                                |
| Victoria      | 9-6       | Shoko Sato        | Sumisión (barra de brazo)                         | Road FC 7: Recharged                                         | 24 de marzo de 2012      | 2     | 2:38   | Seúl                    | Cuartos de final del torneo de peso gallo del Road FC 2012.                                                         |
| Derrota       | 8-6       | Andrew Leone      | Decisión técnica                                  | Road FC 6: The Final Four                                    | 5 de febrero de 2012     | 3     | 5:00   | Seúl                    | A Kang se le descontó un punto por ronda por falta de peso.                                                         |
| Victoria      | 8-5       | Min Jung Song     | Sumisión (barra de brazo)                         | Road FC 5: Night of Champions                                | 3 de diciembre de 2011   | 1     | 4:55   | Seúl                    | |
| Victoria      | 7-5       | Kil Woo Lee       | TKO (parada médica)                               | Road FC 3: Explosion                                         | 24 de julio de 2011      | 1     | 0:52   | Seúl                    | Debut en el peso gallo.                                                                                             |
| Derrota       | 6-5       | Bae Young Kwon    | Sumisión (armadura de triángulo)                  | Road FC 2: Alive                                             | 16 de abril de 2011      | 1     | 4:05   | Seúl                    | |
| Victoria      | 6-4       | Kazutoshi Fujita  | Sumisión (estrangulamiento por detrás)            | Grachan 5                                                    | 7 de noviembre de 2010   | 1     | 2:10   | Tokio                   | |
| Derrota       | 5-4       | Munehiro Kin      | Descalificación (rodillazo al oponente derribado) | Gladiator 11: G–1                                            | 9 de octubre de 2010     | 1     | 4:56   | Tokio                   | |
| Victoria      | 5-3       | Makoto Kamaya     | Sumisión (estrangulamiento por detrás)            | KOF: The Beginning of Legend                                 | 24 de abril de 2010      | 3     | 4:19   | Jinju                   | |
| Derrota       | 4-3       | Shigeki Osawa     | Decisión (unánime)                                | World Victory Road Presents: Sengoku Raiden Championships 12 | 7 de marzo de 2010       | 3     | 5:00   | Tokio                   | |
| Derrota       | 4-2       | Atsushi Yamamoto  | Decisión (unánime)                                | Deep: Fan Thanksgiving Festival 2                            | 10 de noviembre de 2009  | 2     | 5:00   | Tokio                   | Combate de peso acordado (63 kg).                                                                                   |
| Victoria      | 4-1       | Ning Guangyou     | Sumisión (estrangulamiento por triángulo)         | AOW 13: Rising Force                                         | 18 de julio de 2009      | 1     | 7:34   | Beijing                 | Debut en el peso gallo.                                                                                             |
| Victoria      | 3-1       | Nam Sun Kim       | TKO (parada médica)                               | Spirit MC 17: All In                                         | 29 de junio de 2008      | 1     | 4:08   | Seúl                    | |
| Derrota       | 2-1       | Kwang Hee Lee     | KO (patadas de fútbol)                            | Spirit MC 14: Karma                                          | 14 de octubre de 2007    | 1     | 2:45   | Seúl                    | Por el Campeonato Spirit MC de Peso Wélter (155 libras).                                                            |
| Victoria      | 2-0       | Duk Young Jang    | Sumisión (estrangulamiento por triángulo)         | Spirit MC 13: Heavyweight GP Final                           | 14 de octubre de 2007    | 1     | 2:45   | Seúl                    | |
| Victoria      | 1-0       | Jae Hyun So       | Decisión (unánime)                                | Spirit MC 11: Invasion                                       | 22 de abril de 2007      | 2     | 5:00   | Seúl                    | Debut en el peso ligero.                                                                                            |